# 오귀스트 드 빌리에 드 릴라당
오귀스트 드 빌리에 드 릴라당(프랑스어: Auguste de Villiers de L'Isle-Adam, 1838년 11월 7일 ~ 1889년 8월 19일)은 프랑스의 시인·소설가·극작가이다.
프랑스 유수의 명문 귀족의 후예라 한다. 세속적인 생활이 싫어 평생을 빈곤에 허덕였다. 그는 제2제정기 부르주아 사회의 물질주의와 공리주의를 격렬하게 고발하고〔단편집 <잔혹한 이야기>(1883)〕 정신의 지고성(至高性)을 믿으며 우열(愚劣)한 현실을 도피하여 신비로운 세계의 꿈 속에서 살았다〔희곡 <아크셀>(1890),遺稿〕 그 밖에 <시집>(1859)과 <이지스>(1863), <미래의 이브>(1886), <트리빌라 보노메>(1887) 등의 작품이 있다.